# Ратуша Нью-Йорка
Ратуша Нью-Йорка (англ. City Hall) — административное здание в Нижнем Манхэттене в Нью-Йорке. Ратуша расположена в Сити-Холл-парке в районе Муниципальный центр, между Бродвеем, Парк-Роу и Чеймберс-стрит.

## История
Нынешняя ратуша является третьей по счёту в городе. Первая была возведена голландцами на улице Кунтис-Слип ещё в 1653 году, во времена Нового Амстердама. 14 октября 1703 года новой городской ратушей стал Федерал-холл на Уолл-стрит. 4 октября 1802 года было объявлено о строительстве новой ратуши. В объявленном конкурсе победил проект архитекторов нью-йоркца Джона Маккоума младшего и эмигранта из Франции Жозефа-Франсуа Манжена. Их денежный приз составил 350 $ по курсу того времени.
Здание возводилось с 1802 по 1811 или 1812 год. В год открытия новой ратуши в неё переехало правительство. Здание же на Кунтис-Слип было снесено. В 1858 году в результате запуска салюта в честь прокладки первого трансатлантического телеграфного кабеля загорелись купол и главный зал ратуши. Реставрацией, длившейся два года, руководил Леопольд Эйдлитц.
В 1898 пять округов штата Нью-Йорк объединились в один большой Нью-Йорк. К этому времени помещения ратуши в основном использовались лишь мэром и городским советом, судебные же органы разъехались в другие здания. Ратуша требовала очередной перепланировки, которая была выполнена под руководством Джона Дункана.
Впоследствии она ещё не раз реконструировалась. В её перестройке принимали участие архитекторы Уильям Эйкен, Гроувнор Аттербери и компания Shreve, Lamb & Harmon. Последняя крупная реконструкция ратуши состоялась в 1997 году, когда компанией Cabrera Barricklo был перестроен её главный зал.

## Архитектура
Первоначальный передний фасад ратуши был выполнен из массачусетского мрамора, а задний — из бурого песчаника. За полтора столетия они сильно износились, и в 1954—1956 годах были заменены алабамским известняком и гранитом из Миссури. Главный вход в ратушу ведёт в её главный зал. Расположенные в нём две консольные спиральные мраморные лестницы ведут на второй этаж. На нём расположены коринфские колонны, поддерживающие кессонный купол. Официальные приёмы проводятся в Губернаторской комнате, являющейся по совместительству картинной галереей, и Голубой комнате.

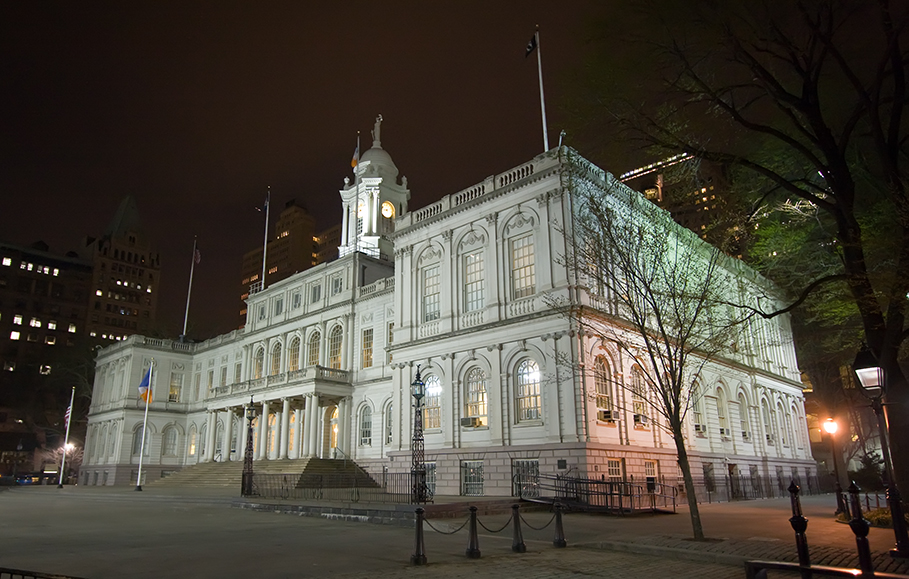
Ратуша апрельской ночью 2008 года
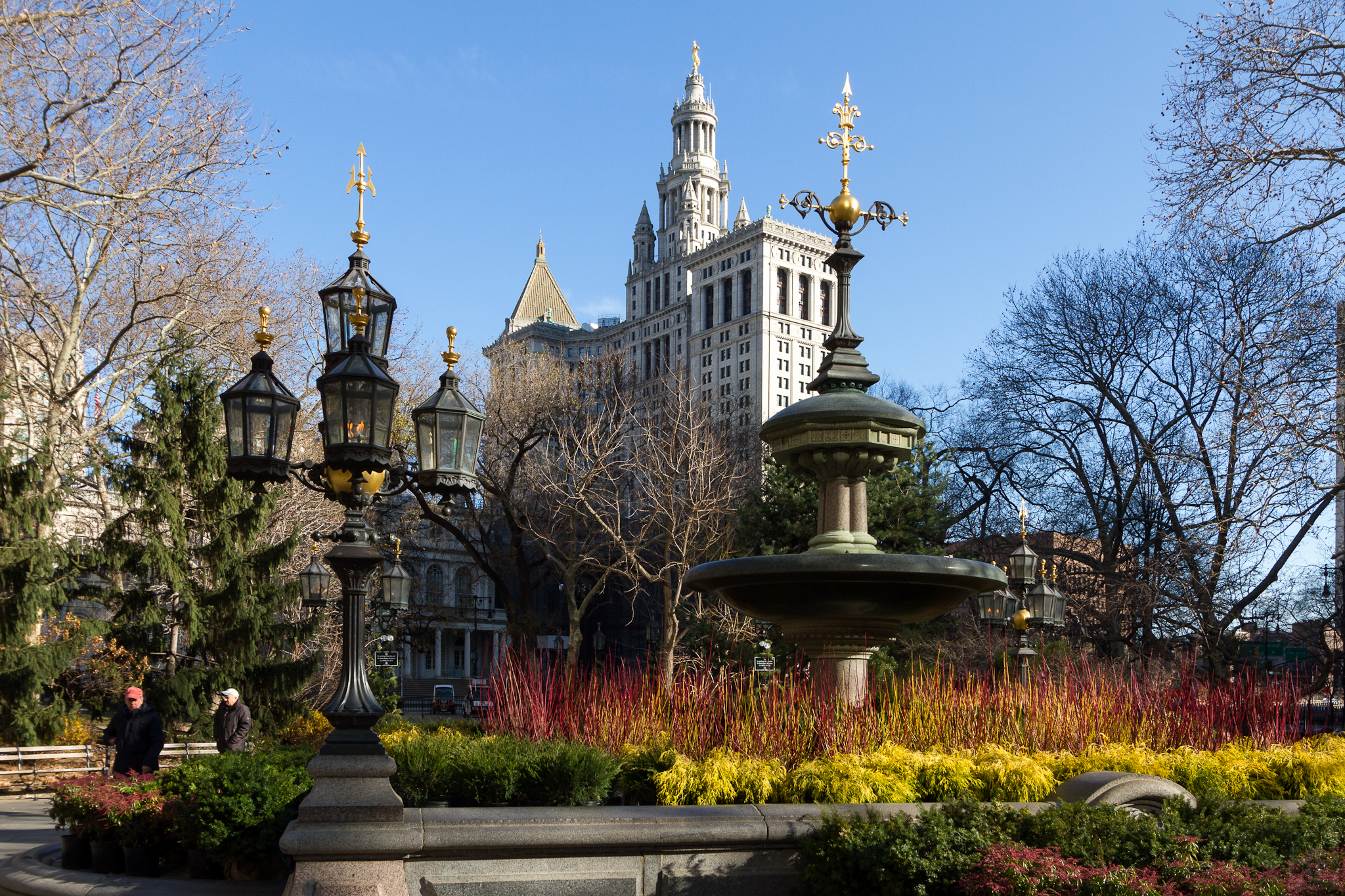
Сити-Холл-парк напротив ратуши